# Liste der Monuments historiques in Maraye-en-Othe
Die Liste der Monuments historiques in Maraye-en-Othe führt die Monuments historiques in der französischen Gemeinde Maraye-en-Othe auf.

## Liste der Objekte
| Bezeichnung                                                | Beschreibung | Standort                                  | Kennzeichnung | Schutzstatus | Datum | Bild |
| ---------------------------------------------------------- | --- | ----------------------------------------- | ------------- | ------------ | ----- | ---- |
| Drei Skulpturen: Pietà unter dem Kreuz, Johannes und Maria | nachträglich in der Form einer Kreuzigungsgruppe arrangiert; Kalkstein, farbig gefasst, 16. Jahrhundert                                     | in der Kirche St-Jacques-le-Majeur (Lage) | PM10001144    | Classé       | 1908  |      |
| Kanzel                                                     | Holz, bemalt, zweite Hälfte des 19. Jahrhunderts                                                                                            | in der Kirche St-Jacques-le-Majeur (Lage) | PM10004013    | Inscrit      | 1984  |      |
| Skulptur Heiliger Nikolaus                                 | Kalkstein, grau gefasst und vergoldet, Ende des 16. Jahrhunderts                                                                            | in der Kirche St-Jacques-le-Majeur (Lage) | PM10004015    | Inscrit      | 1985  |      |
| Skulptur Heiliger Sebastian                                | Kalkstein, grau gefasst und vergoldet, 17. Jahrhundert                                                                                      | in der Kirche St-Jacques-le-Majeur (Lage) | PM10004012    | Inscrit      | 1983  |      |
| Skulptur Mater dolorosa                                    | Kalkstein, 17. Jahrhundert | in der Kirche St-Jacques-le-Majeur (Lage) | PM10001152    | Classé       | 1984  |      |
| Lesepult                                                   | Holz, farbig gefasst, um 1800 | in der Kirche St-Jacques-le-Majeur (Lage) | PM10004014    | Inscrit      | 1985  |      |
| Skulptur Heiliger Jakobus der Ältere                       | Kalkstein, grau gefasst und vergoldet, um 1600                                                                                              | in der Kirche St-Jacques-le-Majeur (Lage) | PM10004016    | Inscrit      | 1985  |      |
| Linker Seitenaltar                                         | Altartisch, Tabernakel und Retabel; Holz, farbig gefasst und vergoldet, nach 1783                                                           | in der Kirche St-Jacques-le-Majeur (Lage) | PM10001151    | Classé       | 1984  |      |
| Skulptur Ecce homo                                         | Kalkstein, grau gefasst und vergoldet, Ende des 15. Jahrhunderts                                                                            | in der Kirche St-Jacques-le-Majeur (Lage) | PM10001146    | Classé       | 1913  |      |
| Hauptaltar                                                 | Altartisch, Tabernakel, Retabel und Gemälde; Holz, farbig gefasst und vergoldet, sowie Ölfarbe auf Leinwand, 1843; das Gemälde nach Raffael | in der Kirche St-Jacques-le-Majeur (Lage) | PM10001148    | Classé       | 1984  |      |
| Rechter Seitenaltar                                        | Altartisch, Tabernakel und Retabel; Holz, farbig gefasst und vergoldet, nach 1783                                                           | in der Kirche St-Jacques-le-Majeur (Lage) | PM10001150    | Classé       | 1984  |      |
| Bank                                                       | Holz, 18. Jahrhundert | in der Kirche St-Jacques-le-Majeur (Lage) | PM10004017    | Inscrit      | 1984  |      |
| Skulptur Madonna mit Kind                                  | Kalkstein, grau gefasst und vergoldet, 14. Jahrhundert                                                                                      | in der Kirche St-Jacques-le-Majeur (Lage) | PM10001145    | Classé       | 1913  |      |
| Weihwasserbecken                                           | Gusseisen, Anfang des 16. Jahrhunderts | in der Kirche St-Jacques-le-Majeur (Lage) | PM10001147    | Classé       | 1913  |      |
| Wandvertäfelung des Chorraums                              | Holz, bemalt und vergoldet, nach 1783 | in der Kirche St-Jacques-le-Majeur (Lage) | PM10001149    | Classé       | 1984  |      |